# Charenton (Luisiana)
Charenton es un lugar designado por el censo ubicado en la parroquia de St. Mary en el estado estadounidense de Luisiana. En el Censo de 2010 tenía una población de 1903 habitantes y una densidad poblacional de 140,84 personas por km².

## Geografía
Charenton se encuentra ubicado en las coordenadas 29°52′1″N 91°32′24″O / 29.86694, -91.54000. Según la Oficina del Censo de los Estados Unidos, Charenton tiene una superficie total de 13.51 km², de la cual 12.86 km² corresponden a tierra firme y (4.79%) 0.65 km² es agua.

## Demografía
Según el censo de 2010, había 1903 personas residiendo en Charenton. La densidad de población era de 140,84 hab./km². De los 1903 habitantes, Charenton estaba compuesto por el 44.4% blancos, el 32.21% eran afroamericanos, el 18.81% eran amerindios, el 0% eran asiáticos, el 0.05% eran isleños del Pacífico, el 0.53% eran de otras razas y el 3.99% pertenecían a dos o más razas. Del total de la población el 1% eran hispanos o latinos de cualquier raza.